# Neocorynura notoplex
Neocorynura notoplex là một loài Hymenoptera trong họ Halictidae. Loài này được Vachal mô tả khoa học năm 1904.